# Oreopsyche plumistrella
Oreopsyche plumistrella är en fjärilsart som beskrevs av Jacob Hübner 1793. Oreopsyche plumistrella ingår i släktet Oreopsyche och familjen säckspinnare. Inga underarter finns listade i Catalogue of Life.